# Austrolebias nioni
Austrolebias nioni är en fiskart som först beskrevs av Berkenkamp, Reichert och Prieto, 1997.  Austrolebias nioni ingår i släktet Austrolebias och familjen Rivulidae. Inga underarter finns listade.